# Miguel Cabrejos Vidarte
Héctor Miguel Cabrejos Vidarte (Llama, 5 de julio de 1948) es un eclesiástico católico peruano, miembro de la Orden de Frailes Menores. Fue arzobispo de Trujillo (1999-2025), presidente de la Conferencia Episcopal Peruana (2006-2012; 2018-2025) y presidente del Consejo Episcopal Latinoamericano (CELAM; 2019-2023).

## Biografía
Nació el 5 de julio de 1948, en el distrito peruano de Llama, Chota. Hijo de Maximiliano Cabrejos Cruzalegui y doña Jesús Vidarte Barboza, siendo el sexto de siete hermanos. 
Realizó su formación secundaria en la Institución Educativa Emblemática Ricardo Bentín de Rímac.
Realizó sus estudios eclesiásticos en el Seminario Menor de los Franciscanos y en la Facultad de Teología Pontificia y Civil de Lima. Posteriormente, obtuvo una licenciatura en Teología bíblica en el Studium Biblicum Franciscanum de Jerusalén. Tras realizar estudios en la  la Universidad Católica de Lovaina (1980-1985), obtuvo el doctorado en Teología, con la tesis doctoral: El capítulo XIV del Génesis.
Es políglota, pues habla el español, italiano, inglés, francés, alemán; y conoce el griego y hebreo.

### Vida religiosa

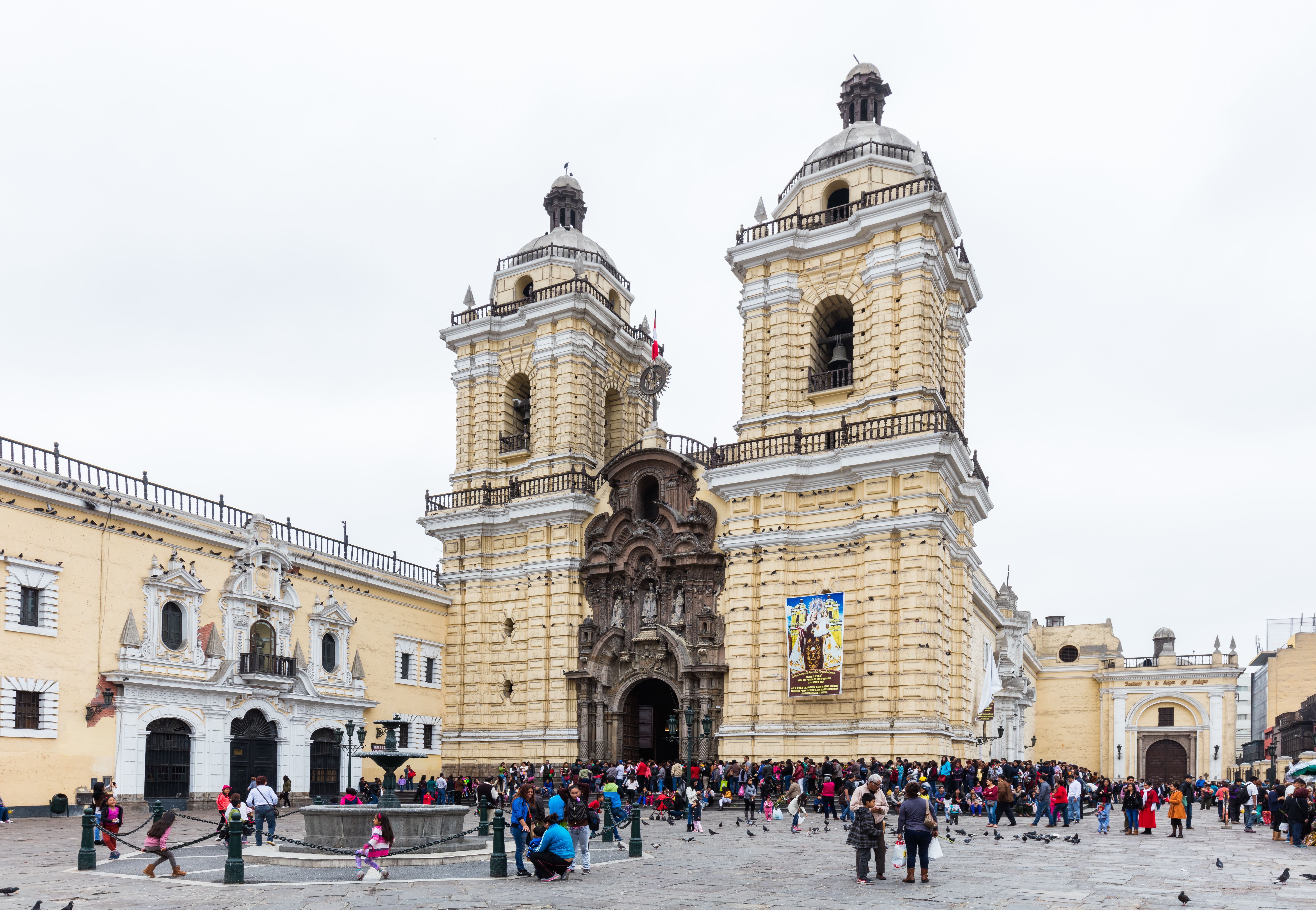
Basílica de San Francisco de Lima. Allí, Cabrejos fue ordenado presbítero y consagrado obispo.

Ingresó en la Orden de Frailes Menores de Provincia Franciscana de los «XII Apóstoles» de Perú, vistiendo así el hábito franciscano el 1 de marzo de 1968. Realizó la profesión solemne el 29 de junio de 1974. Su ordenación sacerdotal fue el 7 de diciembre del mismo año, en la Basílica de San Francisco de Lima.

## Episcopado
El 20 de junio de 1988, papa Juan Pablo II lo nombró obispo titular de Belesasa y obispo auxiliar de Lima. Fue consagrado el 7 de agosto de ese mismo año, en la Basílica de San Francisco de Lima, a manos del cardenal-arzobispo Juan Landázuri Ricketts. Asumió el cargo de rector del Instituto Superior de Estudios Teológicos «Juan XXIII» (ISET) de Lima.
El 6 de febrero de 1996, fue nombrado obispo castrense del Perú. Presentó su renuncia a la sede titular de Belesasa el 7 de marzo de 1998, de conformidad con la nueva práctica establecida para los ordinarios militares.

### Arzobispo de Trujillo
El 29 de julio de 1999, fue promovido a la arquidiócesis de Trujillo. Llegó el 8 de septiembre, y el alcalde José Murgia le entregó las llaves de la ciudad. Tomó posesión canónica el 11 de septiembre del mismo año, durante una ceremonia en la Catedral Basílica de Trujillo. El 29 de junio del 2000, en una ceremonia en la Basílica de San Pedro, recibió la imposición del palio arzobispal de manos del papa Juan Pablo II. Ejerció de administrador apostólico sede vacante del obispado castrense del Perú hasta el 2 de septiembre de 2001.

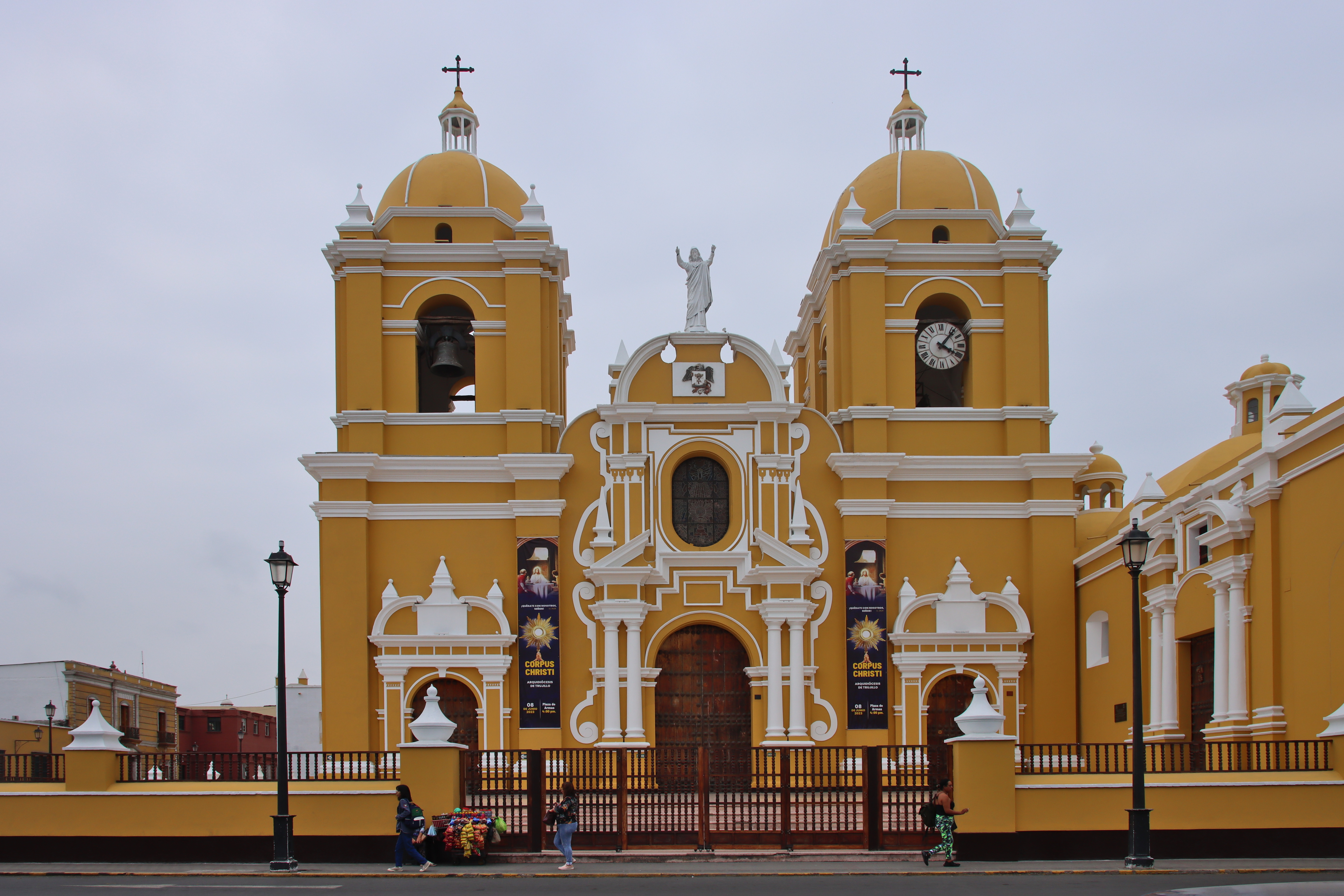
Fachada de la Catedral Basílica de Trujillo. Cabrejos fue arzobispo entre 1999 y 2025.

Impulsó la creación de la Universidad Católica de Trujillo de la que fue su fundador y primer gran canciller. Fortaleció el Seminario Mayor de Trujillo y promovió la restauración y puesta en valor de la catedral de la ciudad, así como de numerosos templos. Además, fomentó el crecimiento de instituciones educativas católicas y mostró un compromiso especial con la salud integral de los más necesitados, lo que se reflejó en la construcción del Policlínico Materno Infantil «Virgen de las Cruces» en Alto Trujillo.
El 5 de julio de 2004, fue nombrado miembro de la Pontificia Comisión para América Latina. El 15 de enero de 2014, el papa Francisco lo confirmó en el cargo.
Participó en la XIV Asamblea General Ordinaria del sínodo de obispos en 2015; en la XV Asamblea General Ordinaria del Sínodo de los obispos en 2018, y en el Sínodo para la Amazonia en 2019, del cual formó parte de la comisión que redactó el documento final.
Ocupó diversos cargos en la Conferencia Episcopal Peruana, desempeñándose como secretario general, primer vicepresidente (2000-2006) y presidente (2006-2012; 2018-2025). Además, fue coordinador de medios durante la preparación de la visita del papa Francisco a Perú. Durante la pandemia de COVID-19, asumió el rol de coordinador general de la campaña solidaria «Respira Perú», una iniciativa creada en julio de 2020 para apoyar a la población afectada.
A lo largo de su mandato, tuvo un papel clave en la promoción de la paz, el desarrollo y el bienestar común en el país, actuando como mediador en la resolución de conflictos sociales. Su labor fue fundamental en casos como los conflictos de Bagua (2009), Espinar (2010), Conga (2012), Las Bambas (2019) y Tía María (2019).
En el Consejo Episcopal Latinoamericano, fue presidente del Departamento de Misiones y Espiritualidad. El 15 de mayo de 2019, fue elegido presidente de la institución, cuyo mandato finalizó el 17 de mayo de 2023. Durante su mandato se llevó a cabo la I Asamblea Eclesial de América Latina y el Caribe, que tuvo lugar en Ciudad de México, del 21 al 28 de noviembre de 2021.
En 2018, fue elegido y confirmado vice gran canciller de la Pontificia Universidad Católica del Perú.

### Renuncia
En junio de 2023, presentó su renuncia como lo establece el Código de Derecho Canónico. El 11 de febrero de 2025, el papa Francisco aceptó su renuncia como arzobispo de Trujillo, nombrado a su sucesor al mismo tiempo.

## Reconocimientos
- 2013: Medalla de Santo Toribio de Mogrovejo, por la Conferencia Episcopal Peruana.[26]
- 2013: Medalla de la Ciudad de Trujillo, por el Consejo de la Municipalidad Provincial de Trujillo.[27]
- 2017: Doctorado honoris causa en Humanidades, por la Universidad Católica de Trujillo.[4]
- 2022: Medalla de la Ciudad de Lima.[28]
- 2024: Hijo Dilecto de la Provincia Franciscana de los «XII Apóstoles» de Perú.[29]
- 2024: Medalla de La Libertad, por el Gobierno Regional de La Libertad.[30]
- 2024: Medalla al Mérito Ciudadano, por la Presidencia del Consejo de Ministros.[31]